# Ähriges Christophskraut
Das Ährige Christophskraut (Actaea spicata) oder einfach nur Christophskraut ist eine Pflanzenart aus der Gattung Christophskräuter (Actaea) innerhalb der Familie der Hahnenfußgewächse (Ranunculaceae). Sie ist in Eurasien weitverbreitet und die einzige mitteleuropäische Art der Gattung Christophskräuter.

## Beschreibung

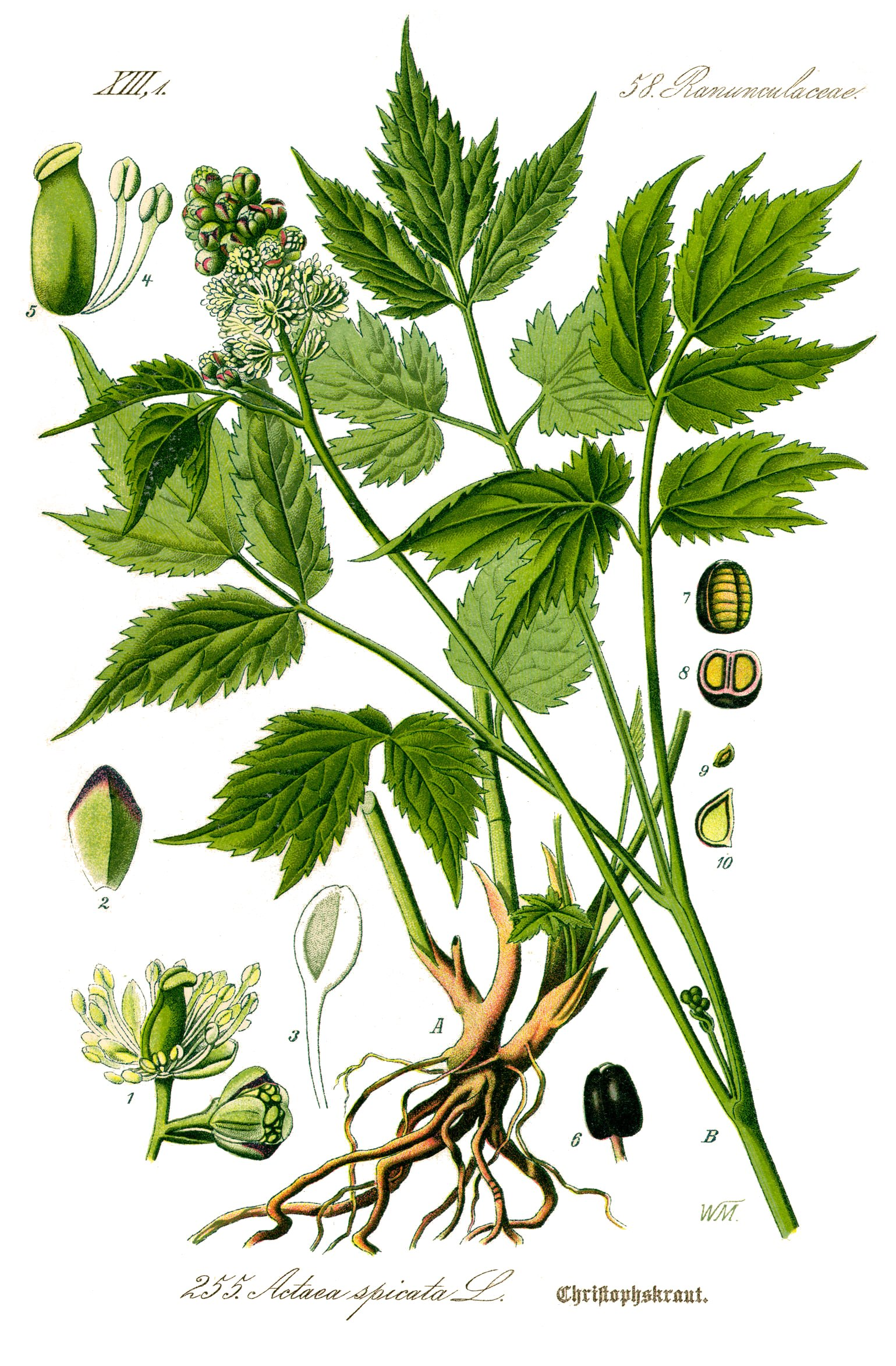
Illustration

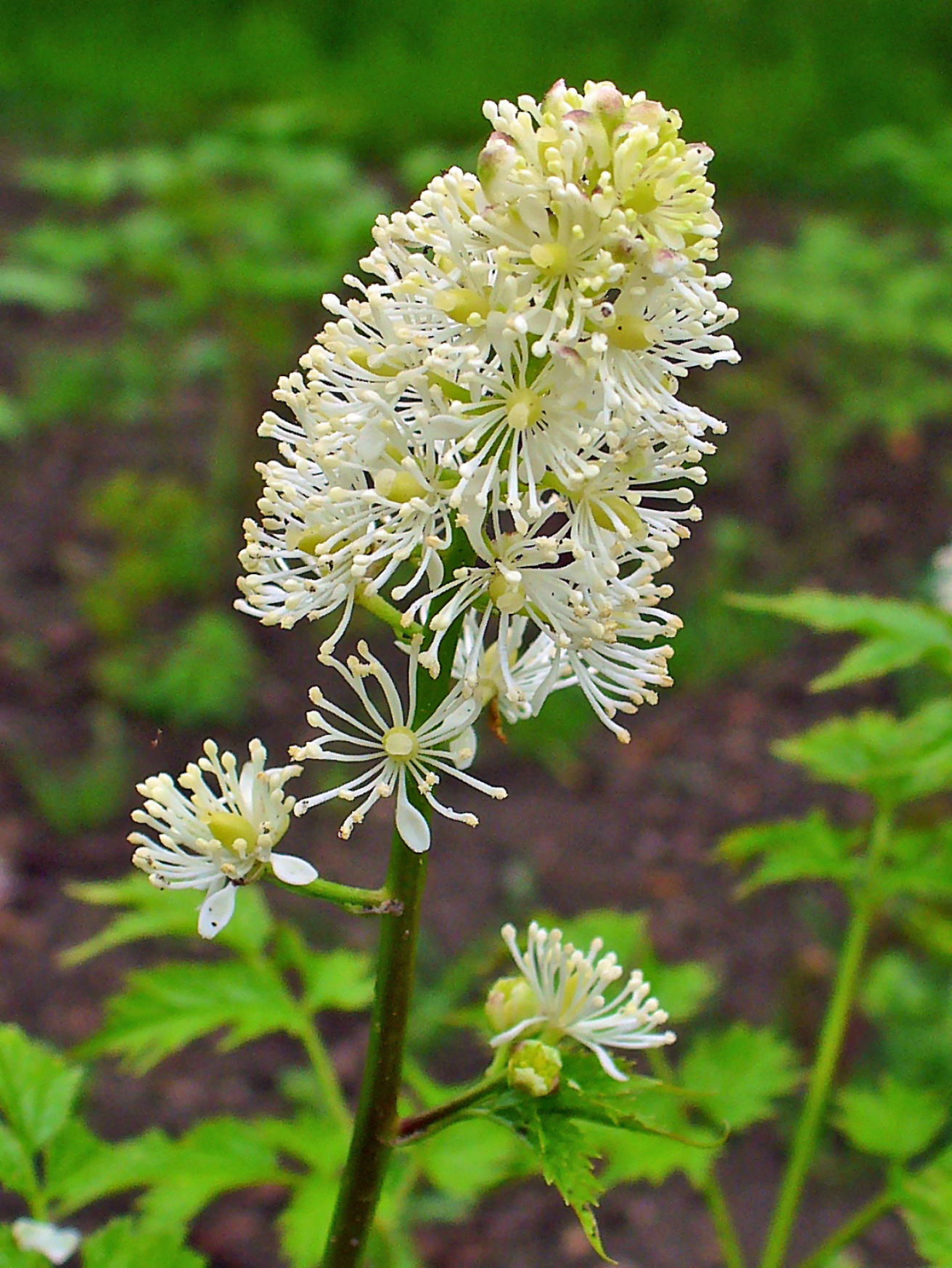
Blütenstand mit Blüten im Detail

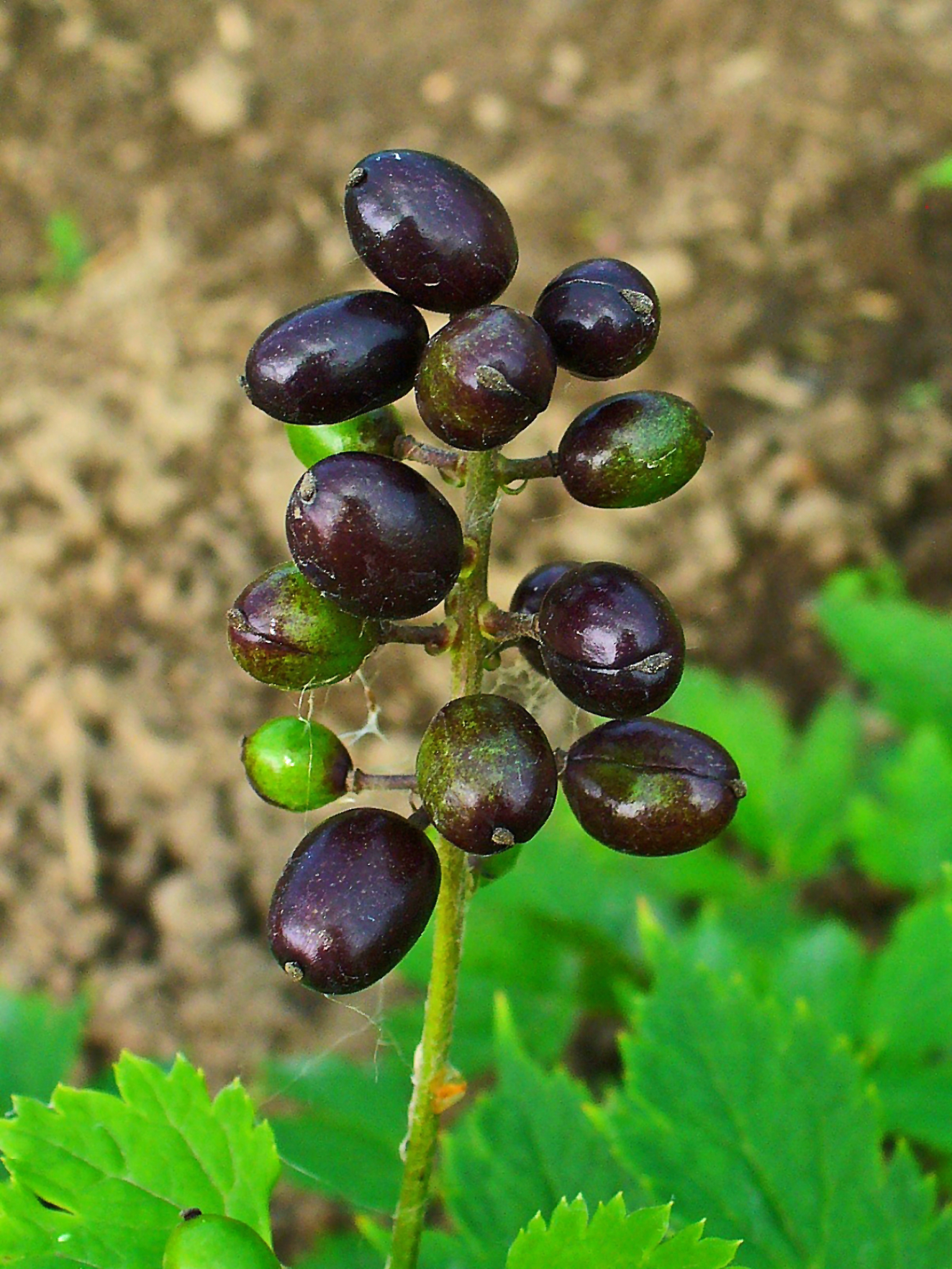
Beeren

Das Ährige Christophskraut ist eine ausdauernde, krautige Pflanze, die Wuchshöhen von 30 bis 60, selten bis zu 70 Zentimetern erreicht. Es besitzt ein knotiges Rhizom. Die gesamte Pflanze ist schwach verzweigt. Die 30 Zentimeter langen, gestielten Laubblätter sind doppelt dreizählig gefiedert. Der Rand der eiförmigen oder eiförmig-lanzettlichen Blattabschnitte ist unregelmäßig und grob gezähnt. Zerrieben besitzen die Laubblätter einen unangenehm scharfen Geruch.
Die Blüten stehen in dichten end- oder seitenständigen, traubigen Blütenständen zusammen. Die relativ kleinen, zwittrigen Blüten sind vierzählig. Die einfache Blütenhülle besteht aus vier weißen Perigonblättern und vier Nektarblättern. Die Nektarblätter sind kronblattartig und schmal geformt. Die Perigonblätter fallen relativ früh ab. Die 15 bis 20 Staubblätter sind länger als die Perigonblätter. Der oberständige Fruchtknoten ist einblättrig und enthält mehrere Samenanlagen. Die bei Reife schwarzen Beeren sind etwa 1 Zentimeter lang.
Die Blütezeit erstreckt sich von Mai bis Juli. Die Fruchtreife erstreckt sich von Juli bis September.
Die Chromosomenzahl beträgt 2n = 16 (ausnahmsweise auch 18, 26, oder 30).

## Ökologie
Das Ährige Christophskraut ist hinsichtlich seiner Lebensform ein Hemikryptophyt oder Geophyt. Vegetative Vermehrung, eine Selbstausbreitung im weiten Sinne, erfolgt über das Rhizom.
Blütenbiologisch handelt es sich um vorweibliche Scheibenblumen. Die kronblattartigen Nektarblätter besitzen keine Nektarien. Bestäubern steht jedoch ein reichliches Pollenangebot zur Verfügung. Typische Bestäuber sind insbesondere Käfer.
Die Beeren (Balgbeeren) werden gerne von Vögeln aufgesucht und verspeist. Die Samen passieren unbeschadet den Vogeldarm  und werden so endochor verbreitet. Die Samen sind Kaltkeimer.

## Vorkommen
Das Ährige Christophskraut ist fast im gesamten Europa bis nach Westsibirien weitverbreitet. Im Süden ist es ausschließlich im Bergland zu finden, im restlichen Gebiet hauptsächlich dort. In Mitteleuropa ist es zerstreut, und es kommt nicht in Beständen vor. Es kommt in Mitteleuropa vor allem in Mittelgebirgen und den Alpen vor. Es fehlt im westlichen Tiefland; im östlichen Tiefland ist es sehr selten, in Niederösterreich ist es selten. In Deutschland kommt es zerstreut vor, in den südlichen Gebirgen und den Alpen ist es dagegen verbreitet.
Das Ährige Christophskraut wächst auf feuchtem und kalkhaltigem Untergrund in schattigen Berg- und Schluchtwäldern, bevorzugt in Laub- und Tannenwäldern auf nährstoff- und basenreichen, humosen, lockeren, steinigen oder reinen Lehmböden. Das Ährige Christophskraut meidet volle Besonnung und tiefen Schatten. Es liebt hohe Luftfeuchtigkeit und sommerliche Kühle. Sie ist eine lokale Kennart des Fraxino-Aceretum (Tilio-Acerion), kommt aber auch im Hordelymo-Fagetum vor, gelegentlich auch in Gebüschen (Berberidion) oder Hochstaudenfluren (Adenostylion). Es steigt in Mitteleuropa in Höhenlagen selten über 1500 Meter, im Gesamtverbreitungsgebiet bis zu höchstens 1900 Metern. In den Allgäuer Alpen steigt es nördlich Lechleiten zwischen der Mittleren Biber-Alpe und dem Salzbüheljoch in Bayern bis zu 1700 m Meereshöhe auf.

## Giftigkeit
Die Pflanzenteile werden als wenig giftig für den Menschen angesehen. Vergiftungen bei Tieren sind nicht bekannt.
Hauptwirkstoff ist das Magnoflorin, das eine ähnliche Wirkung wie Protoanemonin aufweist. Nach anderen Angaben sollen die Beeren frei von Protoanemonin und anderen stark wirkenden Giftstoffen sein.
Vergiftungserscheinungen sind Rötung und Blasenbildung der Haut, innerlich Übelkeit, Erbrechen, Gastroenteritis, oft mit blutigen Durchfällen und starken Koliken verbunden.

## Verwendung
Plinius erwähnt wohl das Christophskraut bei Frauenleiden. Autoren des Mittelalters warnen, es sei giftig, so auch Johnson in History of Plants 1633. Madaus glaubt, dass deshalb auch spätere Autoren nur diverse Giftwirkungen nennen, z. B. Schwindel, kalten Schweiß oder Narkose, Hautrötung und Blasenbildung. Tradition als Heilmittel hat Actaea spicata somit nur in der Volksmedizin, äußerlich bei Hautkrankheiten oder in Skandinavien bei Zahnweh, innerlich bei Asthma und Kropf, in Russland bzw. im Baltikum als Emetikum, bei Kopf- und Bauchweh, Uterusblutung, Scheidenausfluss und Hysterie. Die Homöopathie kennt Actaea spicata bei lähmendem Rheumaschmerz der Hände und Füße, der bei Kälte und Anstrengung kommt, auch mit Kopf- und Magenbeschwerden. Das Ährige Christophskraut wird selten als Zierpflanze verwendet.

## Volksnamen
„Die Pflanze war dem hl. Christophorus gewidmet und wurde im Mittelalter auch zum Zaubermittel, zum sogenannten "Christopheln", d. h. zum Beschwören der Geld verschließenden Geister gebraucht.“
Trivialnamen sind oder waren, zum Teil auch nur regional: Berufkraut (Schweiz, Elsass), Beschreikraut (Henneberg), Christophelskraut (Schweiz, Schwaben, Preußen), Sankt Christophelskraut, Sankt Christophskraut (Württemberg, mittelhochdeutsch), Christophswurz, Feuerkraut (Ostpreußen), Fleckachrut (St. Gallen, Rheintal), Heidnisch Wundkraut (Schlesien, Göttingen), Hexenkraut (Aargau, Zürich, Glarus, Augsburg), Schwarzkraut, Schwarzreinswurz, Schwarzwurz (Schlesien), Wolfswurzen (Schweiz), Wolveswurz (althochdeutsch) und Wuhlefswurzel (Siebenbürgen). Speziell für die Früchte gibt es die Bezeichnung Mutterbeeren (Eifel).